# ゼロの真実〜監察医・松本真央〜
『ゼロの真実〜監察医・松本真央〜』（ゼロのしんじつ かんさつい まつもとまお）は、2014年7月17日から9月4日まで毎週木曜日21:00 - 21:54にテレビ朝日系「木曜ドラマ」枠で放送された日本のテレビドラマである。主演は武井咲で、脚本は大石静が手掛けている。中央監察医務院の新任監察医で高い知能指数IQ150を持つ松本真央が、数多くの遺体と向き合いながら真相究明する姿を描いている。

## キャスト

### 関東中央監察医務院
松本 真央（まつもと まお）〈24〉
演 - 武井咲（新生児期：柿本藍里 / 幼少期：采沢真実）
監察医。アメリカで3年飛び級している。16歳で日本の大学医学部に入学してから、法医学教室で学び年間100体以上の解剖実習を経験する。IQ150の持ち主だが、規則を守ることや団体行動ができなかったり、同僚や上司との意思疎通が苦手で笑顔を見せない。指導医が見逃した所見も的確に判断し先輩監察医の面子を潰すなど、他者とのコミュニケーション能力が著しく欠落している。周囲からの指摘･非難などを無視してでも「解剖による真相究明」に積極的に取り組もうとする姿から、同僚からは「生きてる人には興味が無い」と思われている。真相究明に行き詰ったときや考えをまとめるときには、決まって逆立ちをする。また、『ロミオとジュリエット』が何かまったく知らないなど、文学等の作品には疎い。本人曰く音痴。仕事が休みの日には拘置所に行き、その度に小杉に母･夏子の不審死について訊ねている。「監察医の仕事に就くことを選んだ理由」については、「初めて会った母が遺体だった。既に亡くなっていた状態で対面したから」と、印田に明かしている。
泉澤 郁夫（いずみさわ いくお）
演 - 生瀬勝久
部長監察医。既婚者で恐妻家。「僕、東大だから」が口癖。よく目薬をさす。実は医局内で煙たがられているが、他の監察医らが泉澤の自慢話を持ち上げておだてるため、本人は全く気付いていない。しばしば岩松、中山、児玉を連れて立ち飲み屋に行くが、必ず割り勘で支払わせる。
保坂 博（ほさか ひろし）
演 - でんでん
監察医補佐。東京都下水道局から出向。よく遺体に話しかける。外国人の妻がいる。
岩松 正彦（いわまつ まさひこ）
演 - 六角精児
監察医。当初泉澤から真央の指導医を任されたが、彼女を指導する負担を軽減し職場環境の公平性を保つため、1週間毎の指導医交代制に変更される。
中山 光則（なかやま みつのり）
演 - 尾美としのり
監察医。
児玉 吉人（こだま よしと）
演 - 青柳翔
監察医。しばしば児玉清のモノマネをする。
印田 恭子（いんでん きょうこ）
演 - 真矢みき
監察医。ガーターベルトをわざと見せた派手なファッションをしている。ポルシェ・ケイマンで通勤。泉澤とは昔からの知り合い。屋敷と体の関係にあり、お金を貸している。
秋山 晴子（あきやま はるこ）
演 - 水沢エレナ
事務。堂々と遅刻してくる上に、誰よりも早く仕事場を退出する。パワハラ、セクハラに敏感。
佃 健太郎（つくだ けんたろう）
演 - 小松和重
臨床検査技師。都立病院から出向。真央が勤務時間外に半ば強引に分析を依頼してくるため、表面上嫌がりつつも優先的に案件をこなす。
久米 みどり（くめ みどり）
演 - 宮﨑香蓮
臨床検査技師。

### 警視庁刑事部捜査第一課
屋敷 一郎（やしき いちろう）
演 - 佐々木蔵之介
警部補。関西出身で、日常では関西弁を話す。捜査には非凡な才能を発揮するが、プライベートはギャンブル依存ですでに破綻しており、印田と体の関係にあり、繰り返し金を借りる。印田からは「いっちゃん」 と呼ばれる。
小杉が逮捕されるきっかけとなった事件について印田に訊かれるたびに、強引に話題を変えようとしたり、足早にその場を立ち去ろうとしていたが、実は小杉が警視庁に自首した際に、最初に取調べを担当していた。
富田 肇（とみた はじめ）
演 - 和田正人
捜査官。屋敷の直属の部下。屋敷と同様、関西弁を話す。
小林 保
演 - モロ師岡
課長。部下の屋敷が警察組織を顧みず、自分勝手に捜査を続けていることを苦々しく思っている。

### 転落不審死の関係者
小杉 貞夫（こすぎ さだお）
演 - 橋爪功（特別出演）
東京拘置所死刑囚。慶明大学理工学部元教授。1991年から15年の間に3名の男性が殺害された事件 において、警視庁に「人を殺した」と自首し、自ら死刑を望んでいた。8年前に屋敷の取調べを受けた際、「殺害の動機」や「3人の被害者との関係」については黙秘していたが、「自首した理由」については「死刑を受ける為だ」と話していた。
真央が隠している経歴や真央の母・夏子の不審死について、何らかの事情を知っている。印田に対しては、「夏子を解剖する際に死亡理由を偽ったことがきっかけで、真央を偏った人間にした」と考えており、また印田が小杉の面会に行ったことを知った真央に対しては、「印田は嘘つきだ。絶対に信用するな」と警告している。
演じる橋爪は番組冒頭・終盤に置いて、日本の法医学制度を説明するナレーションも担当。
松本 夏子
演 - 霧島れいか
真央の母。慶明大学小杉研究室元研究員で、小杉の教え子であった。生後間もない状態で捨てた娘・真央と16年振りに再会する約束をしていたが、2006年8月12日に港東総合病院の屋上から落下し、頸椎を骨折し死亡する。その後死因不明の「不詳の転落死」として処理されるが、印田や小杉は彼女の「本当の死因」について知っている様子。
間宮 学〈没20〉
演 - 野村修一
1991年12月に小杉に殺害された1人目の被害者。
丸山 恭介〈没33〉
演 - 荒木健太朗
2000年4月に小杉に殺害された2人目の被害者。
浅尾 竜太〈没42〉
演 - 石井一孝
夏子が転落死した1週間後に小杉に殺害された3人目の被害者。港東総合病院医師。

### ゲスト
複数話・単話登場の場合は演者名の横の括弧（）内に表記。
第1話
- 長瀬 悟（一級建築士・三神の大学時代の同期生） - 小市慢太郎
- 三神 珠江（三神の妻） - あめくみちこ
- 三神 忠勝（敷廣建設現場監督） - 斎藤歩
- 前野（三神の部下） - 水野直

第2話
- 狭川 典子（明の母） - 手塚理美
- 狭川 明（105号室アパート住人） - 柄本時生
- 梅村 茂（205号室アパート住人） - 足立理
- 太田 美香子（梅村の彼女・ストーカー被害者） - 石原あつ美

第3話
- 蒲生 弓子（関東女子医科大学付属病院第2外科講師） - 床嶋佳子
- 鐘本 祐一（蒲生担当患者の家族） - 少路勇介
- 須藤 まり子（蒲生担当患者の家族） - 梅舟惟永
- 三田 順治（関東女子医科大学付属病院院長） - 中平良夫

第4話
- 菅井 学人（歯科医） - 野間口徹
- 竹下 こずえ（友子の高校時代からの友人） - 大路恵美
- 竹下 彩（こずえの娘） - 入来茉里
- 菅井 友子（菅井の妻・歯科助手） - 中村真知子

第5話
- 中里 ふみ（友部の愛人・屋敷の元妻） - 堀内敬子
- 友部 葵（友部の本妻・元総理大臣の娘） - 木野花
- 友部 理一郎（衆議院議員） - 浜田晃
- 友部 清隆（友部の秘書・友部家三男） - 前野朋哉

第6話
- 寺川 辰則 - 堀部圭亮
- 石田 桃子（寺川の愛人） - 梅宮万紗子
- スサーナ（保坂の妻） - サリー・コシナカ
- 寺川 倫子（寺川の妻） - 滝沢涼子

第7話
- 渋谷 久美（渋谷の妻） - 高橋かおり
- 渋谷 正樹（連続放火魔） - 浜田学
- 鈴本 健太郎（久美の中学時代の同級生） - 東根作寿英

最終話
- 内野 ひかり（良美の妹） - 小島藤子
- 内野 良美（ひかりの姉） - 黒川芽以
- ひかり・良美の母 - 梅沢昌代

## スタッフ
- 脚本 - 大石静
- 音楽 - 井筒昭雄
- 演出 - 常廣丈太（テレビ朝日）、星野和成（MMJ）、片山修（テレビ朝日）
- 主題歌 - 湘南乃風「パズル」（トイズファクトリー）[1]
- 助監督 - 松本喜代美
- 医療担当 - 府川亮介
- タイトルバック - 常廣丈太
- オープニングタイトルバック - 熊本直樹、稲垣理美
- 音楽プロデュース - 志田博英
- 法医学監修 - 高木徹也、奈良明奈、永井恒志
- リサーチ - 神山敏博
- 警察スーパーバイザー - 倉科孝靖
- 法律監修 - 高田伸一
- 方言指導 - 一木美貴子、林英世
- 擬闘 - 栗原直樹
- アクション指導 - 大道寺俊典
- 特殊メイク - 沼崎勝巳
- 編成 - 井上千尋、伊藤悠祐、石田菜穂子、神田エミイ亜希子
- 企画協力 - 古賀誠一
- ゼネラルプロデューサー - 内山聖子（テレビ朝日）
- プロデューサー - 中川慎子（テレビ朝日）、浅井千瑞（MMJ）
- プロデューサー補 - 古草昌実、佐藤利佳
- 制作著作 - テレビ朝日、MMJ

## 放送日程
| 各話                                                       | 放送日  | サブタイトル                                    | 演出     | 視聴率 | 備考                       |
| ---------------------------------------------------------- | ------- | ----------------------------------------------- | -------- | ------ | -------------------------- |
| 第1話                                                      | 7月17日 | 嘘をつく遺体VS解剖室の女帝                      | 常廣丈太 | 13.1%  | 15分拡大 （21:00 - 22:09） |
| 第2話                                                      | 7月24日 | 女監察医解剖代は5000万!! 遺体が語る隣人の秘密…  | 星野和成 | 10.4%  |                            |
| 第3話                                                      | 7月31日 | 監察医VSエリート女医!! くも膜下出血は殺人か…!?  | 片山修   | 08.9%  |                            |
| 第4話                                                      | 8月07日 | 女監察医の宣戦布告…!! ミイラ遺体の驚くべき正体  | 常廣丈太 | 11.4%  |                            |
| 第5話                                                      | 8月14日 | 愛人宅で死んだ華麗なる一族!! 買収された女監察医 | 星野和成 | 09.1%  |                            |
| 第6話                                                      | 8月21日 | 外国人妻は見た!! 連続青酸カリ事件…標的は監察医  | 片山修   | 09.4%  |                            |
| 第7話                                                      | 8月28日 | 最終章!! 監察医VS二度殺された焼死体トリック!    | 星野和成 | 10.7%  |                            |
| 最終話                                                     | 9月04日 | 転落死が証言!? 母の死の真相 監察医…最後の検案   | 常廣丈太 | 10.0%  |                            |
| 平均視聴率 10.5%（視聴率は関東地区・ビデオリサーチ社調べ） |         |                                                 |          |        |                            |